# 尹奉吉
尹奉吉（韓語：윤봉길，1908年6月21日—1932年12月19日），本名禹儀，號梅軒，別號奉吉，本贯坡平尹氏，韩国独立运动家。韩中日三国都建有尹奉吉的纪念馆或纪念碑。
尹奉吉1908年6月21日出生于今韩国忠清南道礼山郡，早年曾在家乡办学，进行农民教育及启蒙运动。1930年，他离开家乡流亡中国，投身韩国独立运动，后投靠金九的大韩民国临时政府，并于1932年4月26日加入韩人爱国团敢死队。在1932年4月29日的上海虹口公园义举中，他将日本上海派遣军司令白川义则大将和上海日本居留民团团长河端贞次炸死，并将日本海军第三舰队司令野村吉三郎中将（右眼被炸瞎），日本陆军第九师师长植田谦吉中将（左脚被炸飞），日本驻华公使重光葵（右腿被炸断，右臂骨折），日本上海总领事村井仓松（左臂和小腿被弹片穿透）和日本居留民团书记长友野盛（脸部和小腿受伤）炸伤。蒋介石评价说：“连中国百万大军都做不到的事情，让一名朝鲜的年轻人做到了，真令人感动”，并曾题词：“别顺逆 辨是非 明大义 知生死 留正气 在天地之间 取义成仁 永垂不朽”。
2002年4月29日在上海召开的“纪念尹奉吉、李奉昌义举70周年国际学术会议”上，有学者提出“义烈斗争”是韩国独立运动在当时历史条件下的一种方略，也是唯一能选择的斗争方式，与当代伤害无辜平民的恐怖活动有着重大区别。尹奉吉的刺杀行动针对的是日本侵略者，是反抗侵略的正义行为，没有伤及任何无辜平民。为了不伤害无辜，尹奉吉甚至冒着被发现的危险，等到各国外交人员全部离开之后才扔出炸弹。

## 早年

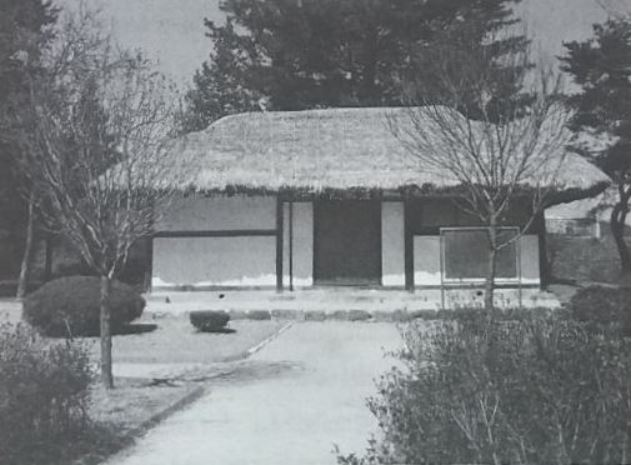
尹奉吉组建的复兴院

尹奉吉1908年6月21日（阴历5月23日）出生于今韩国忠清南道礼山郡德山面柿梁里的一个富农家庭，是高丽将領尹瓘后裔，是家中长子，有两个弟弟和两个妹妹。尹奉吉6岁的时候开始在他伯父的私塾学习《童蒙先习》、《千字文》、《小学》，1918年进入日式德山公立普通学校学习。1919年朝鲜爆发全国范围的大规模反日运动三一运动后，他主动从日式学校退学。此后，他在“乌峙书塾”师从当地文人梅谷成周錄先生，并开始阅读《东亚日报》、《朝鲜日报》、《开辟》等报刊杂志，接受新思想:1-21:108-127。
1922年，尹奉吉按尹家与星洲裴氏的婚约，与农家闺秀裴用顺结婚。两人婚后育有两男两女。1926年，尹奉吉学成离开乌峙书塾。他的老师成周錄先生赠予他雅号“梅轩”。“梅”取自成周錄的号“梅谷”，寓意梅花在严冬发芽开花的洁净孤高风骨；“轩”取自成三问的号“梅竹轩”。:25-29:128-133

## 农民教育与启蒙运动

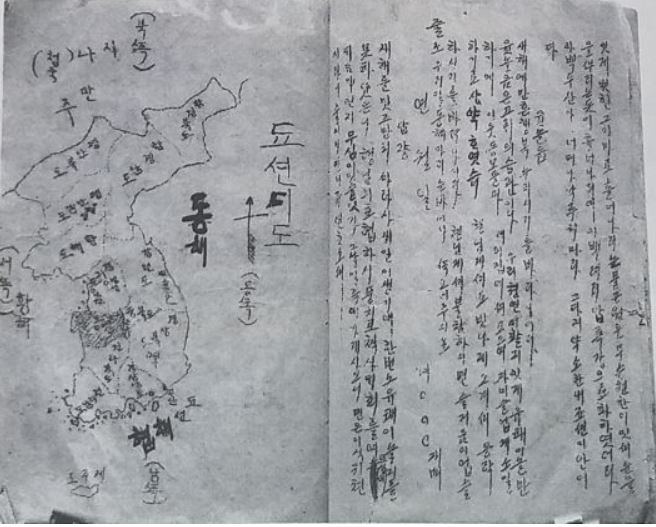
尹奉吉撰写的《农民读本》

尹奉吉认为朝鲜要摆脱贫困、落后和日本统治需要依靠提高农民的文化教育水平。为此他在家乡办起了农民夜校，教授韩文、历史、算数、科学、农业知识等。他还撰写了《农民读本》（共3卷）作为教材。尹奉吉提倡女子读书。为消除家长顾虑，夜校实行男女分开教学，并送孩子回家。他的夜校非常成功，当地的农民不仅把自己的孩子送到他的夜校学习，一些成年人甚至也到夜校来学习。创办夜校的同时，尹奉吉还与当地青年创建了青年团体“复兴院”，以及读书会和秀岩体育会。:31-64:135-173
1929年4月23日，尹奉吉组建了“月进会”。“月进会”取“与日俱进，与月俱进，以月之光重明日落之暗”之意。月进会有三个目标：（1）鼓励发展农副业，帮助农民发展养猪养鸡等畜业。（2）绿化山林，种植果树和经济树木。（3）举办学术研讨会和学艺会，提高农民素质，加强团结。:71-73:180-182

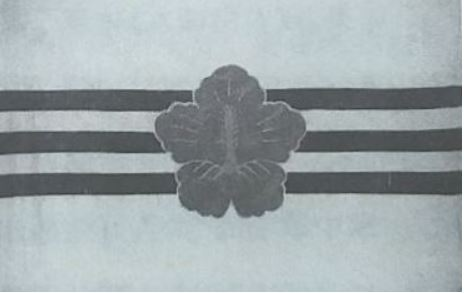
月进会会旗

尹奉吉的农民运动引起了韩国独立运动志士的注意。一日，独立运动成员李黑龙以“时兆社”记者的身份和他会了面。之后，两人经常往来会面。尹奉吉从李黑龙那里了解到洪范图、金佐镇等领导的独立军在满洲的情况。倍受感染的尹奉吉立志投身独立运动，并开始写《梅轩日记》（《己巳年日记》）。尹奉吉的活动亦引起了日本警察的注意。一次，夜校儿童学艺会表演了有反日倾向的讽刺剧《兔子与狐狸》。他因此被巡查部长叫到派出所审问。月进会成立后，日本警察更是加紧了对他的监视。:57-71:173-179

## 投身抗日运动

### 流亡中国

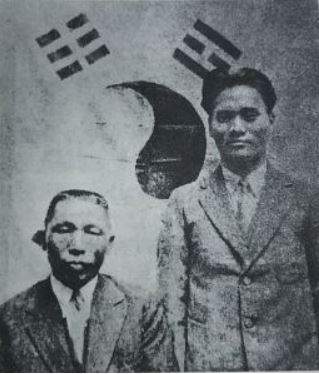
尹奉吉与金九

1930年3月5日清晨，决心投身韩国独立运动的尹奉吉留下“丈夫离家生不还”的字迹，与家人不辞而别坐上北上的火车，应约与李黑龙在新义州会面之后越境去满洲。在去往新义州的火车上，尹奉吉准备给家乡的朋友，月进会会员黄钟震写封信，希望他能接管月进会的工作，并转告自己的家人离家的原因。期间，他遭到列车员和日本便衣的巡查。由于事先准备不足，他对日本便衣的询问回答得结结巴巴，后又被搜出写有“决定在广袤的满洲原野上自由驰聘…...”的“可疑信件”。车到宣川站后，日本警察将尹奉吉押往宣川警察署。在警察署，日本警察对他软硬兼施，但尹奉吉并未招供。由于缺乏证据，尹奉吉在被关押了半个多月后最终被释放。:77-82:190-195
在宣川邑的旅店，尹奉吉巧遇金泰植和鲜于钰两位独立运动志士，并与他们一同前往新义州。李黑龙从尹奉吉的堂弟那里得到他的消息后，也来到了新义州与他们汇合。之后，尹奉吉、李黑龙、金泰植三人渡过鸭绿江进入满洲。由于当时满洲的独立军在金佐镇被暗杀后正分崩瓦解，尹奉吉没有留在独立军，而是在外做杂工筹集经费，晚上进行爱国主义宣传。金泰植在此期间易志离开。李黑龙后带尹奉吉去兴京投靠梁世奉领导的朝鲜革命军。但尹奉吉并不看好满洲独立军的发展，于是与李黑龙分道扬镳去了青岛，后于1931年5月8日前往上海。:82-104:195-214
尹奉吉在上海结识了安重根的弟弟安恭根，以及独立运动人士朴震。安恭根对他很是赏识曾一度让他住在自己家，并为他找了份工作。当时位于上海的大韩民国临时政府也处在非常低迷的状态。为开辟韩国独立运动的新途径，金九组建了韩人爱国团敢死队。1932年1月8日，韩人爱国团成员李奉昌在日本东京樱田门投掷手榴弹袭击裕仁天皇。虽然樱田门事件没有成功，但尹奉吉对此深受鼓舞，并积极要求安恭根和朴震将他引荐给金九。:106-121:216-226

### 虹口公园义举

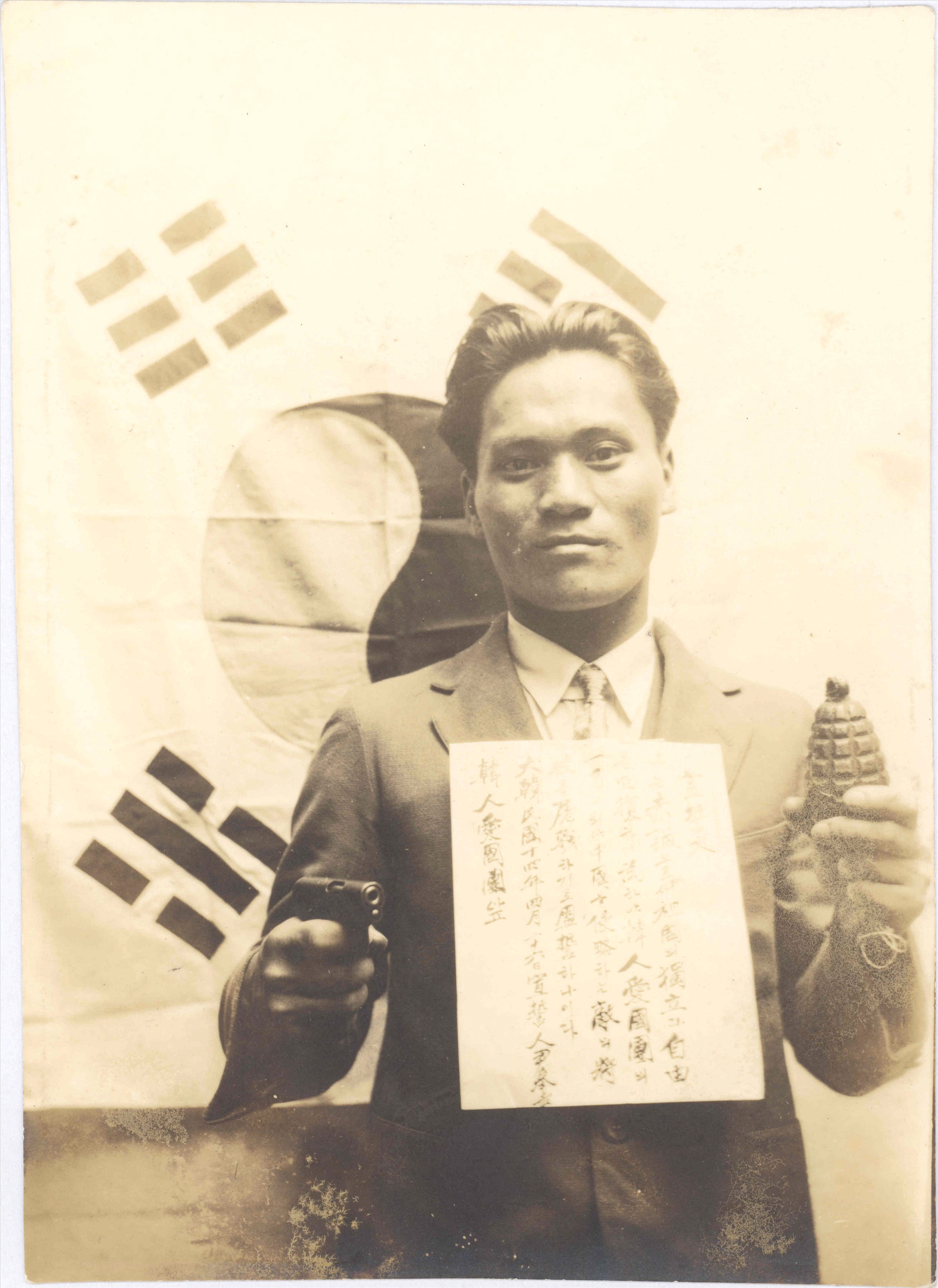
尹奉吉在太极旗下宣誓

国民政府行政院代理院长兼淞沪警备司令陈铭枢等人决定采取暗杀行动以破坏日军此次庆祝活动。陈找到有“暗杀大王”之称的好友王亚樵，向其透露此构想。王表示支持。但日方为防不测，放言称“祝捷大会”不许任何中国人入场，因此难以下手。王于是建议，请流亡在上海的大韩民国临时政府派人完成此事。王找到与其交情颇深的临时政府内务总长安昌浩，向其提出此事，并提供经费4万元。安昌浩随后约见了时任大韩民国临时政府警务部长的金九。金表示愿意承担此任务
经安恭根和朴震的引荐，尹奉吉最终与金九单独会面，结义。1932年1月28日，日本在占领东三省后开始进攻上海。2月28日，白川义则亲自带兵来到前线。4月20日，尹奉吉在《上海日日新闻》上得知日本人将于4月29日在虹口公园举行天长节庆祝活动，并将此消息转告给金九。两人都认为这是天赐良机。:119-124:228-235
按照虹口公园天长节活动的请帖，每个日本人可以携带一个饭盒和一个水壶。金九于是找到在中国军队担任军官的金弘壹帮忙提供炸弹。金弘壹为此特意秘密找到中国技术人员制作了两枚饭盒和水壶形状的威力强大的炸弹。4月26日，尹奉吉在金九办公室的太极旗下宣誓加入韩人爱国团，并写下“为了祖国的独立自由，我以一颗赤诚之心加入韩人爱国团，发誓击毙侵华日军将领。”的宣誓文。为做好准备，尹奉吉用金九提供的200两白银买了一套西服和手表，对虹口公园进行了考察，并收集到白川义则的照片。:124-128:235-241
1932年4月29日清晨，尹奉吉乘车来到虹口公园正门。一身西装革履的他凭借流利的日语在没有请帖的情况下顺利通过警卫的盘问进入公园。上午9:30，日本人开始举行庆祝战争胜利的阅兵式，在场的日本男女老少挥舞日本国旗欢呼。11:30阅兵结束后，开始了天长节的庆祝仪式。主席上坐着日本上海派遣军司令白川义则大将，日本海军第三舰队司令野村吉三郎中将，陆军第九师师长植田谦吉中将等日本要官。主席台后面10多名卫兵站成一排，周围的日本宪兵站成了半圆形的警戒线。11:40全场开始齐唱日本国歌。当日本国歌唱到“卵石变巨岩”（細石の巌となりて）时，尹奉吉拔起水壶型炸弹的安全扣，将炸弹投向主席台中央。在他想投另一枚饭盒炸弹时被日本宪兵抓住。被捕后他高呼：“朝鲜独立万岁！朝鲜独立万岁！万岁！万岁……!”:133-136:242-245

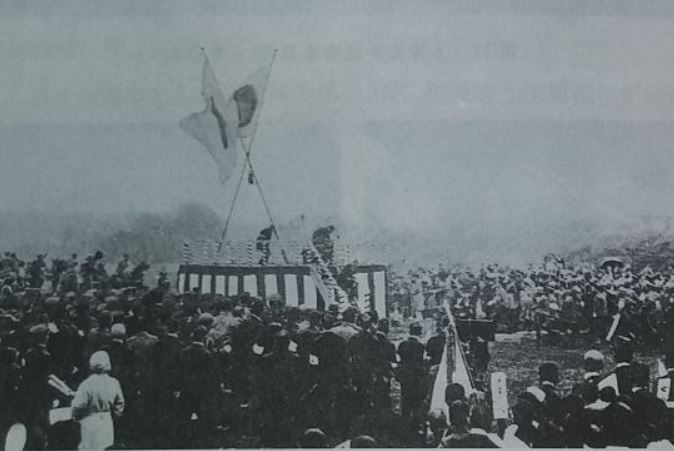
虹口公园爆炸后现场

在这次爆炸中，主席台上的日本要官无一幸免。白川义则大将左胸、左臂、腹部、脸部30处被弹片炸伤，最终因伤势过重于5月26日毙命。上海日本居留民团团长河端贞次于次日（4月30日）凌晨死亡。日本海军第三舰队司令野村吉三郎中将全身负伤，右眼被炸瞎。陆军第九师师长植田谦吉中将左脚被炸飞。驻华公使重光葵右腿被炸断，右臂骨折。上海总领事村井仓松左臂和小腿被弹片穿透。居留民团书记长友野盛脸部和小腿受伤。此外，十余名日本警备兵也被炸伤。在场目击尹奉吉被捕的外国记者称他像“愤怒的狮子”，“勇猛无敌，堂堂正正”。:137-141:244

## 被捕后

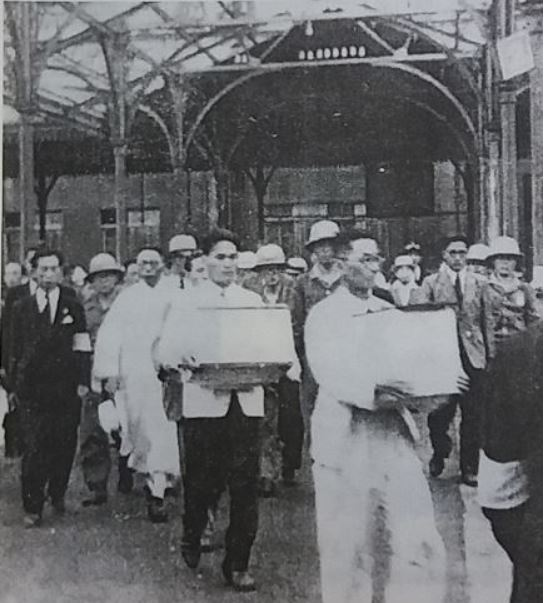
三义士遗骸移出会场

尹奉吉被捕后，日本兵并没有将他交给总领馆，而是交给了宪兵队，想通过严刑逼供迅速了结。但尹奉吉一口咬定没受任何人指使。金九事后发表了声明，从幕后走到前台。但尹奉吉仍然坚持没有幕后指使。1932年5月25日，日本上海派遣军军法会议法庭对尹奉吉进行了第一次公判。整个审判过程不允许旁听，也不允许记者采访。尹奉吉最终被判死刑。次日，白川义则在医院因伤势过重死亡。:144-146:247-251
被判死刑后，尹奉吉被押在日军上海派遣军宪兵队本部拘留所。日军不允许他与家人见面，甚至连书信往来也不允许。1932年11月18日，日军通过大洋丸邮船将尹奉吉押送往神户，后换乘快艇押往大阪的一所监狱。该监狱位于白川义则任师长时曾管辖的区域。12月18日，尹奉吉被押往位于石川县金泽市的植田谦吉第九师团法务部拘留所。12月19日，尹奉吉被日军枪决。:147-150:252-255

## 葬礼与纪念

### 葬礼

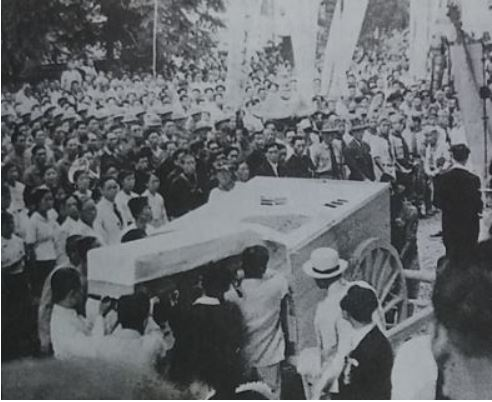
尹奉吉国葬

1945年8月15日韩国光复后，金九于11月23日回国，后会见了尹奉吉的遗属。1946年4月26日，金九出席了礼山郡德山面举行的纪念尹奉吉上海义举14周年的活动，首尔也举行了尹奉吉追悼会。同年5月中旬，尹奉吉、李奉昌和白贞基的遗骸在麦克阿瑟司令部的帮助下从日本运回韩国。金九也专程来到釜山迎接。6月15日，釜山举行了规模浩大的追悼会。次日，三位义士遗骸被运往首尔，后供奉于太古寺接受国民参拜。6月30日，韩国为三位义士举行了国葬，将三烈士安葬于孝昌陵园。:150-155

### 纪念
1949年4月29日，在尹奉吉上海义举17周年纪念日，他的家乡礼山郡为他树立了第一块纪念碑。1952年3月1日，尹奉吉被韩国政府追授建国勋章。:156- 157
韩国首尔建有尹奉吉义士纪念馆。他的遗物被韩国政府指定为国宝，他的故居被指定为历史遗迹:157。
1966年10月，尹奉吉的弟弟尹南仪（2003年去世）应蒋介石的邀请，与尹义士的儿子尹淙（1984年去世）一同訪問台湾参加双十节活动。
1992年11月，中国上海市经外交部批准在虹口公园建设以尹奉吉的号“梅轩”为名的两层韩式建筑，1994年扩建成梅园，后扩建成梅轩尹奉吉纪念馆。
日本石川县金泽市在尹奉吉“暗葬”之地建有纪念墓园和纪念碑，并曾发行纪念书籍。